# هانیبال (فیلم ۱۹۵۹)
هانیبال (انگلیسی: Hannibal) فیلمی به کارگردانی ادگار جی. اولمر و کارلو لودوویکو براگالیا است که در سال ۱۹۵۹ منتشر شد.
خلاصه فیلم:هانیبال پس از گذشتن از گذرگاه تاریخی خود از کوه های آلپ با استفاده از فیلها و جهت حمل تجهیزات نظامی و سربازان ، در جنگ انتقام جویانه بسوی شهر روم عزیمت میکنند. وی در طی پیشروی خود ، سیلویا ، خواهرزاده سناتور رومی فابیوس ماکسیموس را به اسارت گرفته اما به جای اینکه زندانی خود را نگه دارد ، ارتش و گله های فیل های قدرتمند خود را به سیلویا نشان می دهد  و سپس او را آزاد می کند. او مطمئن است كه آنچه را كه سیلویا ديده به دشمنان رومي خود گزارش خواهد داد. هانیبال در جنگ تربیا رومی ها را شکست میدهد و پیغامی با انگشتر به سیلویا ارسال میکند که در حال عزیمت به شهر روم هستند .سیلویا جهت دیدار با هانیبال و برای مذاکره صلح بسوی اقامتگاه هانیبال میرود ...
این فیلم در ایران با نام هانیبال دوبله و پخش شده است.

## بازیگران
- ویکتور ماتیور
- گابریله فرزتی
- ریتا گم
- میلی ویتاله
- ریک باتالیا
- ترنس هیل
- باد اسپنسر
- انتسو فی‌یرمونته
- ماریو پیسو
- پی‌یرو تیبری